# Деория
Деория (англ. Deoria, хинди देवरिया) — город на севере Индии, в штате Уттар-Прадеш, административный центр одноимённого округа.

## География
Город находится на северо-востоке Уттар-Прадеша, к северу от реки Гхагхры, вблизи административной границы со штатом Бихар. Абсолютная высота — 67 метров над уровнем моря.
Деория расположена на расстоянии приблизительно 273 километров к востоку-юго-востоку (ESE) от Лакхнау, административного центра штата и на расстоянии 675 километров к востоку-юго-востоку от Нью-Дели, столицы страны.

## Демография
По данным официальной переписи 2011 года численность населения города составляла 129 570 человек, из которых мужчины составляли 52,3 %, женщины — соответственно 47,7 %. Уровень грамотности взрослого населения составлял 79,3 %. Уровень грамотности среди мужчин составлял 83,7 %, среди женщин — 74,5 %. 10,7 % населения составляли дети до 6 лет.
Динамика численности населения города по годам:
| 1991   | 2001    | 2011    |
| ------ | ------- | ------- |
| 82 168 | 104 222 | 129 570 |

## Экономика и транспорт
Основу экономики города составляет сахарная промышленность. В его окрестностях выращивают сахарный тростник, рис, зернобобовые и масличные культуры.

Сообщение Деории с другими городами Индии осуществляется посредством железнодорожного и автомобильного транспорта.
Ближайший аэропорт расположен в городе Горакхпур.